# Alberto Teles de Utra Machado
Alberto Teles de Utra Machado (São Pedro, Angra do Heroísmo, 24 de Janeiro de 1840 — Oeiras, Oeiras e São Julião da Barra, 12 de Janeiro de 1923) foi um jurista, escritor, publicista e político, formado em Direito pela Universidade de Coimbra em 1863. Assinou parte da sua obra literária como Alberto Telles. Foi sócio correspondente da Academia das Ciências de Lisboa, afirmando-se como um literato entre a elite lisboeta da época.

## Biografia
Nasceu em Angra do Heroísmo, filho de José Prudêncio Teles de Utra Machado e de Violante Telles de Utra Machado, uma família originária da cidade da Horta, ilha do Faial. O pai, bacharel em Direito, viria a repartir a vida profissional entre a magistratura e a advocacia. Depois de uma curta experiência como juiz de fora no Pico durante o regime miguelista, abriria banca de advogado em Angra do Heroísmo, tendo mais tarde sido reintegrado e nomeado delegado do procurador régio e juiz. No seguimento desta carreira a família instalou-se em Lisboa.
Tal como o pai, formou-se bacharel em Direito pela Universidade de Coimbra, tendo concluído o curso em 29 de maio de 1863. Nos tempos de estudante foi amigo próximo de Antero de Quental. Essa amizade levou a que quando em dezembro de 1861 os primeiros sonetos de Antero de Quental foram dados à luz em livro, a obra teve no frontispício como editor o nome Sténio, pseudónimo de Alberto Teles Utra Machado. A obra contém um poema de apresentação da autoria de Alberto Teles, intitulado Pela mão vos trago o vate.
Terminado o curso, fixou-se em Lisboa, e ingressou na administração pública. Foi primeiro oficial do Ministério da Justiça e Negócios Eclesiásticos e depois, por Decreto de 27 de junho de 1903, nomeado chefe da 2.ª repartição da Direcção-Geral dos Negócios Eclesiásticos. Foi também professor do liceu.
Dedicou-se à escrita, publicando uma vasta obra, em boa parte dispersa por periódicos, nos quais, assinando como Alberto Telles, foi um publicista de razoável sucesso.
Também se dedicou à tradução, traduzindo do inglês e do francês.  Traduziu autores de grande notoriedade na época, entre os quais Théophile Gautier e Lord Byron. Deste último foi o tradutor da versão portuguesa de Childe Harold’s Pilgrimage, assinando ainda opúsculos sobre a passagem do poeta por Portugal e sobre a vida do escritor Camilo Castelo Branco. Colaborou com o banqueiro filantropo Júlio de Andrade, membro abastado da burguesia de Lisboa e um dos fundadores da Sociedade Protectora dos Animais, na produção de obras destinadas a serem distribuídas gratuitamente pelas escolas.
A sua colaboração na imprensa foi longa e intensa, tendo escrito para periódicos influentes, maioritariamente da cidade de Lisboa. Firmando os seus artigos, com o nome de Alberto Telles, colaborou em múltiplos periódicos, entre os quais O Occidente (1878-1915), República das Letras (1875), A illustração portugueza (1884-1890)  Archivo Pitoresco  (1857-1868), Esmeralda Atlântica, O Mundo (1882) e Arte & vida
Apesar de ter saído jovem dos Açores, produziu trabalhos sobre história insular e foi autor de uma corografia do arquipélago que alcançou sucesso. Também publicou sobre temas de higiene e saúde, maioritariamente traduções de obras inglesas, com destaque para os trabalhos do higienista britânico Pye Henry Chavasse.
Casou com Maria José de Campos Pais e foi pai dos militares e políticos Francisco Pais Teles de Utra Machado e Fernando Pais Teles de Utra Machado.

## Obras publicadas
Entre muitos trabalhos dispersos por periódicos dos Açores e de Lisboa, é autor das seguintes obras:
- Cantos açorianos : D. Affonso VI, Angra do Heroismo : Typ. de M. J. P. Leal, 1857.
- Rimas, Coimbra, 1863.
- Lord Byron em Portugal, Lisboa, 1879.
- In memoriam, pref. Alberto Telles de Utra Machado.- 2ªed.- Lisboa : Academia Real das Sciências, 1888.
- Corografia Geral dos Açores, Lisboa, 1889.
- Bento de Moura Portugal in Memorias da Academia Real das Sciencias Moraes, Politicas e Bellas-Letras, Nova série – Tomo VI, Parte II (Volume L da Collecção). Lisboa, 1892.
- Camilo Castelo Branco na Cadeia da Relação do Porto, Lisboa: Livraria Ferreira, 1917 (inclui o ensaio "Pombal e os jesuítas").
- Defesa dos Açores 1581-1585. Esboço crítico da obra do sr. Cesáreo Fernández Duro, La conquista de las Azores en 1583.
- Doenças infecciosas e maneira de as evitar
- Economia domestica com os preceitos de hygiene applicados á vida e arranjos de casa
- Elementos de Moral expostos em lições faceis para o ensino domestico e escolar
- Hygiene das escolas leis sanitárias applicaveis á vida escolar
- Advertencias ás mulheres casadas sobre o tratamento da sua saúde e de alguns padecimentos que ocorrem na gravidez, parto e amamentação (tradução de uma obra de Pye Henry Chavasse)
- Peregrinação de Childe Harold - poema (tradução da obra homónima de Lord Byron).
- Tratamento dos doentes em casa e no hospital manual para as familias e enfermeiras
- Sê poupado